# Зеедорф (Берн)
Зеедорф (нім. Seedorf BE) — громада  в Швейцарії в кантоні Берн, адміністративний округ Зееланд.

## Географія
Громада розташована на відстані близько 15 км на північний захід від Берна.
Зеедорф має площу 20,9 км², з яких на 7,7% дозволяється будівництво (житлове та будівництво доріг), 59,7% використовуються в сільськогосподарських цілях, 32,3% зайнято лісами, 0,3% не є продуктивними (річки, льодовики або гори).

## Демографія
2019 року в громаді мешкало 3084 особи (+2,8% порівняно з 2010 роком), іноземців було 7,3%. Густота населення становила 148 осіб/км².
За віковим діапазоном населення розподілялося таким чином: 18,5% — особи молодші 20 років, 60,2% — особи у віці 20—64 років, 21,3% — особи у віці 65 років та старші. Було 1396 помешкань (у середньому 2,2 особи в помешканні).
Із загальної кількості 1222 працюючих 210 було зайнятих в первинному секторі, 230 — в обробній промисловості, 782 — в галузі послуг.